# Rafał Grzelak
Rafał Grzelak (n. 24 iunie 1982, Łódź, Polonia)  este un jucător polonez de fotbal, care joacă pe post de mijlocaș stânga la echipa Chojniczanka Chojnice. A jucat două meciuri și pentru echipa națională de fotbal a Poloniei. În sezonul 2009-2010 a evoluat sub formă de împrumut la Steaua București.